# Täumerhaus

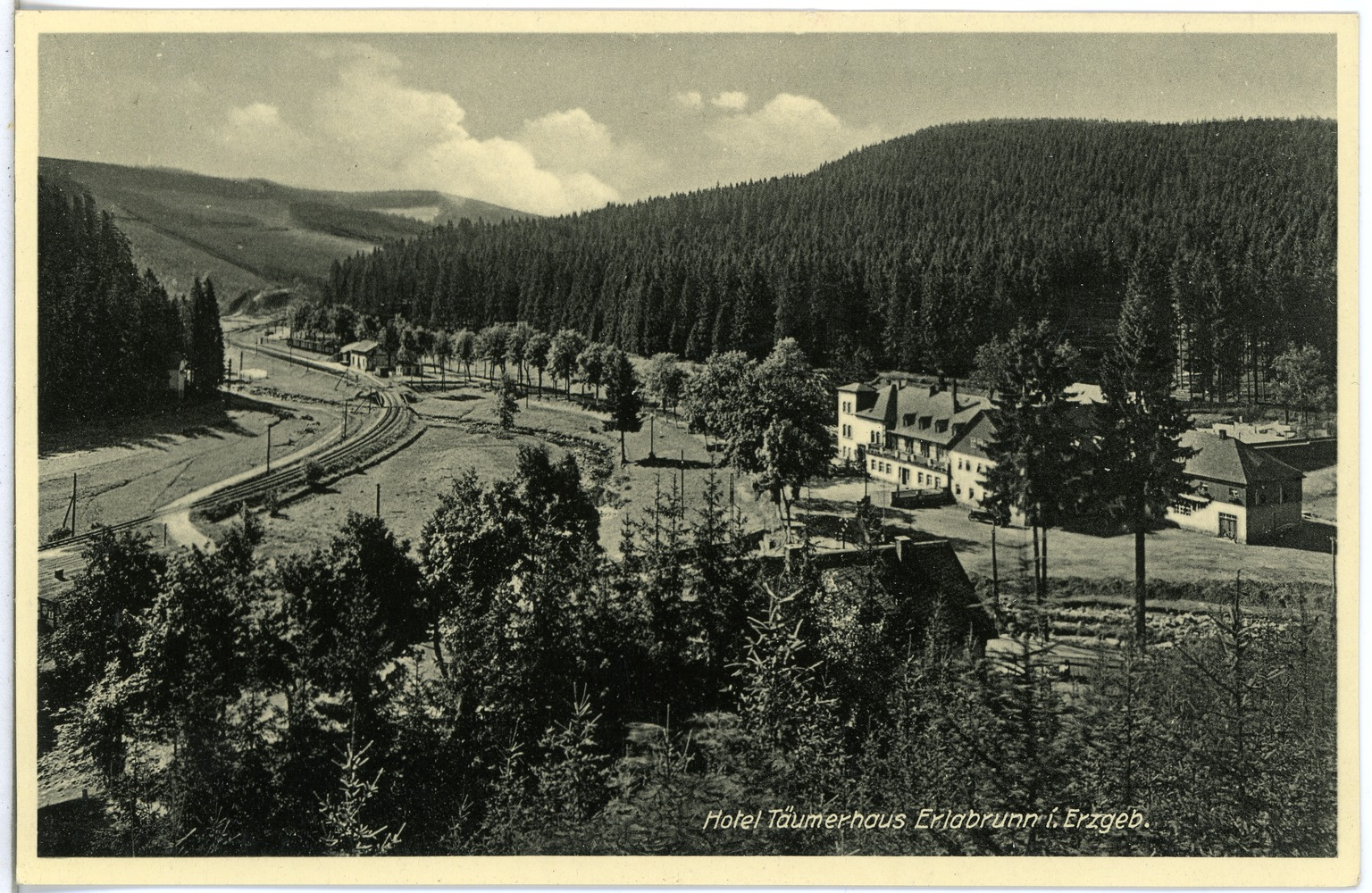
Blick vom Brandberg auf das Täumerhaus und den Haltepunkt Erlabrunn

Das Täumerhaus war eine Schank- und Beherbergungsstätte in Erlabrunn im sächsischen Erzgebirge, dessen Anfänge auf das Jahr 1652 zurückgehen. Das Gebäude existierte bis zum Jahr 2005 und wurde dann abgebrochen.

## Geografische Lage
Ursprünglich befand sich das Täumer- oder Teumerhaus als bergmännisches Huthaus an der Poststraße zwischen Schneeberg und Johanngeorgenstadt, etwa 500 m südlich von Erlabrunn im Schwarzwassertal. Nach Zerstörung durch einen Brand im Jahre 1905 entstand schräg gegenüber dem Eisenbahnhaltepunkt Erlabrunn das neue Täumerhaus als Hotel, während an der alten Brandstelle in Georgenthal ein neues Wohnhaus errichtet wurde.

## Geschichte

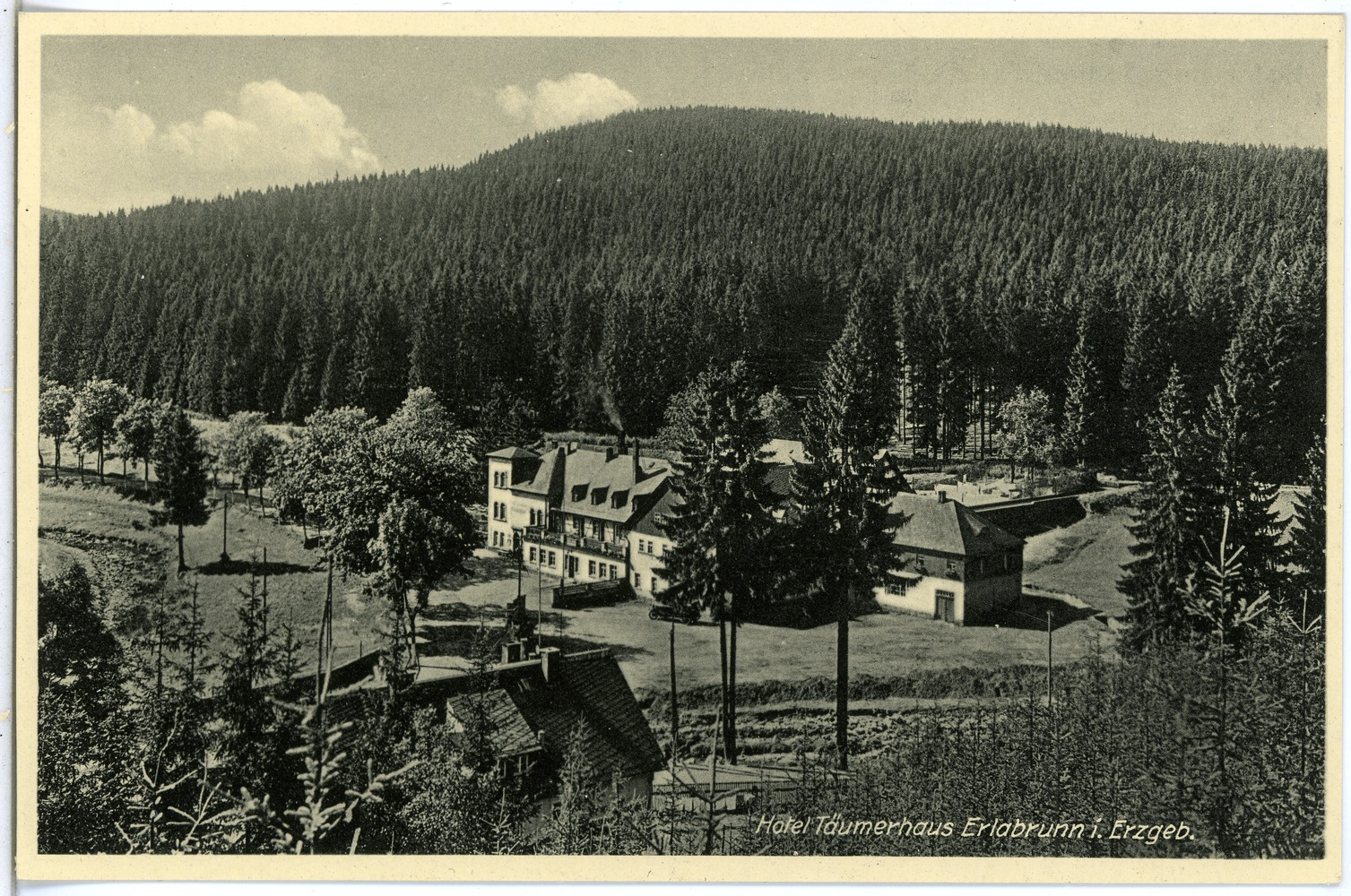
Hotel Täumerhaus (1934)

Daniel Horbach, ein böhmischer Exulant aus der Bergstadt Platten, errichtete 1652 am Westufer des Schwarzwassertals ein Zechenhaus mit angegliedertem Pochwerk. Diesen Gebäudekomplex verkaufte er 1678 an Christoph D(e)ybner (andere Schreibweise Teubner), dessen Name auf das Haus überging.
Sein Nachkomme Johann Georg Teubner († 1740) erwarb 1717 die Konzession zum Bierschank und zum Verkauf von Branntwein und Brot. Einige Jahre später wurde dieses Recht um die Beherbergung erweitert.
Durch den Ausbau der durch das Tal führenden Poststraße im Jahre 1829 und die 1883 erfolgte Eröffnung der Eisenbahnlinie von Schwarzenberg/Erzgeb. nach Johanngeorgenstadt erlebte das Täumerhaus neue Aufschwünge. Mit dem Zunehmen der Wanderbewegung und der Entwicklung des Wintersports zum Ende des 19. Jahrhunderts erreichte das Hotel den stärksten Zuspruch. Diese Entwicklung wurde durch einen Großbrand 1905 beendet, der den damaligen „Gasthof Georgenthal (Teumerhaus)“ bis auf die Grundmauern vernichtete.
Das neue Täumerhaus wurde direkt innerhalb der Ortslage von Erlabrunn, unweit der Einmündung des Steinbachs in das Schwarzwasser, errichtet und entwickelte sich zu einem überregional bekannten Hotel. 1923 wurde das Gasthaus baulich erweitert. Nach 1945 befand sich kurzfristig die Erlabrunner Gemeindeverwaltung in dem Gebäude. Ende der 1950er-Jahre wurde das Täumerhaus als Wismut-Handels-Gaststätte genutzt.
Nach der Wiedervereinigung 1990 wurde das bekannte Hotel geschlossen und Ende 2005 aufgrund von Hausschwammbefall komplett abgerissen. Geblieben ist lediglich der einst als Biergarten genutzte kleine Vorgarten. 2009 wurde auf dem Areal des Täumerhauses eine Tafel mit einer historischen Ansicht und einem kurzen geschichtlichen Abriss des Gebäudes aufgestellt.